# Honce
Honce é um município da Eslováquia, situado no distrito de Rožňava, na região de Košice. Tem 8,07 km² de área e sua população em 2018 foi estimada em 351 habitantes.

## Demografia
| Ano:        | 1994 | 2004   | 2014   | 2024    |
| ----------- | ---- | ------ | ------ | ------- |
| Broj ljudi: | 419  | 395    | 381    | 327     |
| Razlika:    |      | -5,72% | -3,54% | -14,17% |

| Ano:               | 2023 | 2024   |
| ------------------ | ---- | ------ |
| Número de pessoas: | 328  | 327    |
| Diferença:         |      | -0,30% |